# Baktalórántháza
Baktalórántháza je mesto na Madžarskem, ki upravno spada pod podregijo Baktalórántházai Županije Szabolcs-Szatmár-Bereg.

## Partnersko mesto
- Łańcut, Poljska